# Diaspidiotus kafkai
Diaspidiotus kafkai är en insektsart som först beskrevs av Cockerell 1898.  Diaspidiotus kafkai ingår i släktet Diaspidiotus och familjen pansarsköldlöss.
Artens utbredningsområde är Österrike. Inga underarter finns listade i Catalogue of Life.